# Ben Amos
Benjamin Paul "Ben" Amos, född 10 april 1990 i Macclesfield, Cheshire, England, är en engelsk fotbollsmålvakt som spelar för Port Vale.

## Karriär
Amos har varit med Manchester United sedan 11 års ålder, då han lämnade Crewe Alexandra. Han gjorde sitt första framträdande för Uniteds U18-lag den 8 oktober 2005 när han kom in som avbytare för Daniel Rose, efter att förstamålvakten Ron-Robert Zieler blivit utvisad i 2–0-förlusten mot Bolton Wanderers.  Amos skrev på ett kontrakt med klubben i juli 2006 och blev ordinarie i reserv-startelvan säsongen 2006/2007.
Han behöll sin plats i U18-laget inför säsongen 2007/2008 och imponerade tillräckligt för att tas ut till klubbens sommarturné 2008 i Sydafrika. Han fick inte spela någon match men fanns med som oanvänd avbytare i alla tre matcher. På hemvägen från Sydafrika stannade United till i Nigeria för att spela mot Portsmouth den 27 juli 2008. Amos kom in och bytte av Tomasz Kuszczak efter 76 spelade minuter. Han gjorde sin debut i A-laget den 23 september 2008 i en 3–1-vinst mot Middlesbrough i Engelska ligacupen.
Den 28 juni 2021 värvades Amos av Wigan Athletic, där han skrev på ett tvåårskontrakt. Den 1 juli 2024 värvades Amos av League Two-klubben Port Vale, där han skrev på ett tvåårskontrakt.